# Jeux et Stratégie
Jeux et Stratégie (J&S) est un magazine créé en 1980, trimestriel (un seul numéro) puis bimestriel jusqu'en 1988 et enfin mensuel en 1989, consacré aux jeux en général (jeux de société, jeux de rôle, wargames, jeux vidéo, jeux de stratégie, casse-tête…), édité par Excelsior Publications.

## Contenu de la revue
Dans les années 1980, la revue constitue une référence pour tout ce qui concerne les jeux de société, les jeux de réflexion et les jeux sur micro-ordinateurs dans les années 1980.

### Rubriques régulières
Jeux & Stratégie contenait dans chaque numéro :
- des articles généraux sur le monde du jeu, les actualités, les compétitions, les salons, les jeux électroniques (rubriques Jeux et Joueurs, puis Magazin) ;
- des annonces de nouveautés, des tests de nouveaux jeux (rubriques J&S a joué pour vous, Wargames et jeux de rôle, Banc d'essai) ;
- des programmes de jeux pour calculatrices ou pour ordinateurs en (Basic) (rubrique Logiciel) ;
- un jeu en encart (sur 8 pages cartonnées) inédit à découper dans chaque numéro[1] ;
- des problèmes d'échecs, de go, de bridge, de tarot, de dames, de Scrabble, puis d'Othello, de backgammon (rubrique Grands Classiques) ;
- l'actualité des jeux sur ordinateurs (rubrique Ludotique). À partir du no 29, la revue comprit un dossier important de 16 pages Jeux et Micros sur l'actualité des ordinateurs (matériels) et des jeux sur ordinateur (logiciels) ou Minitel ;
- des énigmes mathématiques et logiques, des jeux de réflexion (rubriques Jeux et Casse-tête, Questions de logique[2], puis Récréations) ;
- des problèmes de cryptographie par Jean-Jacques Bloch (rubrique Cryptographie[2]) ;
- les règles de jeux de cartes pratiqués à l'étranger (rubrique Cartomanie[3]) ;
- des articles sur l'analyse mathématique des jeux, le calcul des probabilités... (rubriques La page du matheux ludique[4], Théorie des jeux[5]).

Les numéros d'août-septembre (été) comprennaient des tests logiques (Q.J. : quotient-jeu).
Les numéros d'octobre-novembre s'intéressaient particulièrement aux jeux vidéo sur ordinateur.
Les numéros de décembre-janvier (Noël) comprennaient un guide d'achat.

### Sujets abordés
J&S publia régulièrement :
- des enquêtes sur les professionnels et les métiers du jeu : créateurs, joueurs professionnels, éditeurs… ;
- des dossiers thématiques sur les jeux en rapport avec la science-fiction, la bande dessinée, les comics, le fantastique, les romans policiers, le cinéma, le roman d'aventure… ;
- des enquêtes sur les surdoués, les femmes et les jeux, les hommes politiques et les jeux, les jeux de réflexion à l'école… ;
- des explorations des jeux en 3 dimensions, des batailles navales et aériennes, des morpions, les robots… ;
- des analyses et des variantes de jeux de société classiques : le poker, Monopoly, Des chiffres et des lettres, Risk, Diplomatie, Civilization, Cluedo, Long Cours, Master Mind… ;
- des dossiers sur les jeux de simulation (wargames), les jeux de rôle, les jeux d'alliance (Diplomatie), les jeux de rôle grandeur nature, les jeux vidéo, les jeux de casino, les jeux de parcours, les jeux de déduction, les marelles, les jeux avec figurines, les rallyes jeux, les jeux télévisés et radiophoniques, les jeux de bar (de comptoir)… (rubrique Encyclopédie) ;
- des règles de jeux basés sur des matériels originaux : le téléphone, les cartes routières, les allumettes, les pièces de monnaie, les couleurs, les photos, les calculettes 4 opérations… (rubrique Jouez avec…) ;
- des jeux inédits de cartes, de dés, de dominos… ;
- des labyrinthes originaux (notamment la série Profondeurs, maxi-labyrinthe sur 18 numéros[7]) ;
- des articles sur les succès des années 1980 : le Rubik's Cube, Trivial Pursuit, le loto sportif, la télématique ;
- des comptes rendus détaillés des grands matchs de championnat du monde d'échecs entre Anatoli Karpov, Viktor Kortchnoï et Garry Kasparov[8] ;
- des articles sur l'histoire des jeux, les jeux en Chine, au Japon, en Italie, en France… ;
- des articles sur les jeux exotiques, régionaux ou anciens : l'aluette, l'awélé, le shogi, le xiangqi, le ranjou, le pente, le mah-jong, la chouette (ancien jeu de casino), le fanorona, le Bagh Chal (jeu népalais), la rithmomachie, le Tablut, les différents jeux de dames dans le monde… (rubriques Découvrez…, Traditionnel) ;
- des interviews de joueurs, de créateurs de jeux et de personnalités (Georges Perec, Robert Altman, François Le Lionnais…, rubrique L'invité) ;
- des articles d'initiation au go, aux échecs, au bridge, au backgammon, à Othello, aux wargames, aux jeux de rôle (rubriques Stratégies, Apprenez à jouer, Initiation) ;
- des mini-wargames prêts à jouer, des récits d'aventure à jouer (livres-jeu).

### Concours
La revue organise des concours qui comportent de sérieux casse-têtes. L'une des épreuves consiste par exemple à couper la France en deux par une ligne suivant les limites des départements pour obtenir la plus petite différence dans les sommes de numéros de département des deux moitiés. Une des questions subsidiaires est de fournir le plus grand nombre entier possible inférieur à un nombre donné et qui ne serait proposé qu'une seule fois par les participants. Une autre des questions subsidiaires, posée en 1981 et 1983, consiste à donner un nombre entier compris entre un et un milliard en cherchant à s'approcher des deux tiers de la moyenne des réponses.

## Histoire de la publication
Jeux et Stratégie paraît de 1980 à 1990.

### Genèse
De 1867 à 1940, paraît une fameuse revue mensuelle d'échecs intitulée La Stratégie.
Dans les années 1970, la revue Science et Vie publie une rubrique consacrée aux jeux mathématiques et scientifiques rédigée par Pierre Berloquin, une rubrique « Jeux de réflexion » rédigée par Peter Watts, ainsi que des rubriques sur le jeu d'échecs (par Alain Ledoux (en), futur rédacteur en chef de J&S), le jeu de go (par Pierre Aroutcheff) et des essais de jeux de guerre (wargames).
Jeux et Stratégie est précédée en septembre 1978 par un numéro hors-série de Science et Vie intitulé Les jeux de réflexion dont la plupart des articles sont rédigés par Peter Watts et Alain Ledoux.
En 1978, Peter Watts crée le réseau de boutiques de jeux Jeux Descartes qui est racheté par Excelsior Publications en 1980.

### 1980-1984: première formule
Jeux et Stratégie est créé en janvier 1980 par Excelsior Publications. En avril 1980 apparaît également la revue Casus Belli spécialisée dans les jeux de simulation (jeux de rôle et jeux de guerre), créée par des collaborateurs de J&S, puis rachetée par la suite par Excelsior Publications.
Après un unique numéro trimestriel (no 1, janvier 1980), le magazine devient bimestriel (à partir du no 2, avril 1980).
Les premiers numéros comportent sur la couverture un bandeau « Science et Vie » dont la taille diminue, puis disparaît. Après une première année de mise en place, les rubriques et la présentation changent peu de 1981 à 1984.
Un soin particulier est apporté à la maquette, la mise en page et la typographie de la première formule (numéros 1 à 30, 1980–1984).
Sa conception nécessite une année complète de préparation (1979).
J&S atteint, dans ses premières années, des tirages record.
Il est illustré, de manière humoristique, par le dessinateur de bandes dessinées Claude Lacroix.
La première formule contient deux pages de bande dessinée pour la rubrique Questions de Logique.
La revue organise à partir de 1981 un concours annuel (numéros d'avril-mai, puis d'octobre-novembre).
J&S publie une collection d'ouvrages (sur les dames, les échecs, Othello, le tarot, le Scrabble…).
De 1979 à 1987, la rédaction de J&S décerne le prix du Pion d'or Jeux & stratégie.
En 1984, la revue signe un partenariat avec l'éditeur de jeux vidéo Ère informatique pour la publication de trois jeux vidéos pour Oric Atmos et ZX Spectrum issus de jeux de plateau créés par Jeux & Stratégie : Opération Blue Moon basé sur le jeu de rôle Mega, Objectif Elysées et  Don Juan et Dragueurs.

### 1985-1988: nouveau format
Après cinq années de parution, le magazine adopte un format agrandi et une nouvelle maquette à partir du numéro 31 (février 1985),
puis, l'année suivante, utilise un papier glacé et une couverture sur fond blanc, du numéro 38 (avril 1986) jusqu'au numéro 54 (décembre 1988).
La partie consacrée aux jeux vidéo, sur Minitel et sur ordinateur prend une place très importante dans la revue (16 pages). La partie consacrée aux casse-têtes perd la place centrale qu'elle avait occupée jusqu'en 1984 dans la revue ; les rubriques Cryptographie et Cartomanie disparaissent ainsi que les Questions de logique.
Il y a une rubrique consacrée au championnat de France de jeux mathématiques, une série consacrée à l'histoire des jeux en Occident depuis l'Antiquité, un maxi-labyrinthe Profondeurs sur 18 numéros (chaque labyrinthe est le cœur du labyrinthe du numéro suivant). On voit apparaître des récits d'aventure à jouer (livres-jeu).
Le concours annuel est remplacé en 1986 et 1987 par un « marathon » sur toute l'année.
La revue a son « serveur » télématique (Minitel 36 15 code « Jest » ou 36 15 code « Jessie », du nom de la pieuvre Jessie qui est la mascotte de la revue) et un jeu FPS-Rpg en réseau, révolutionnaire d'époque sur minitel car très addictif et un peu ruineux : le postnucléaire — la guerre des taxis (où en humiliation suprême de combats madmaxiens, le taxi vaincu est réduit et se fait écraser).
J&S publie le jeu de rôle Mega dans ses versions 1 et 2 (numéros hors-série 1984 et 1986) ainsi qu'un guide de l'informatique ludique (J&S hors-série no 3).
Des compléments de règles à Méga sont publiés dans la revue.

### 1989-1990: parution mensuelle, deuxième formule, et disparition
Le magazine souffre de la baisse de ses revenus publicitaires, du nombre de ses abonnements, de ses ventes et de l'expansion des jeux vidéo (et des magazines spécialisés) à partir de 1987. Le magazine est repris en main par Excelsior Publications.
Le magazine devient mensuel en janvier 1989 (no 55) avec un prix réduit et un papier de moindre qualité, un nouveau logo et une nouvelle maquette. Pour des raisons d'économie, l'encart ne subsiste que dans un numéro de J&S sur deux, et sa taille diminue de moitié (4 pages au lieu de 8).
J&S cesse de paraître en juillet 1989, au numéro 60. Après une coupure de trois mois, un Jeux & Stratégie, nouvelle formule, mensuel, paraît en novembre 1989, avec le même logo sur la couverture, l'essentiel de l'ancienne équipe rédactionnelle (nouveau rédacteur en chef : Benjamin Hannuna), mais en dehors d'Excelsior Publications.
J&S, nouvelle formule disparaît en juillet 1990, après 8 numéros.

### Les confrères
- De 1983 à 1993 paraît Le Journal du stratège (74 numéros), revue spécialisée dans les wargames et les jeux avec figurines.
- Dans les années 1983–1987 paraît la revue Info jeux magazine, spécialisée dans les jeux de rôle, avec des scénarios, des aventures solo, un concours.
- En 1991 paraissent brièvement les magazines Jouer à tout et Jouer à tout mathématiques.

Casus Belli publie dans les années 1992–1997 des hors-série consacrés aux jeux de stratégie, aux wargames et jeux de plateau, au jeu de rôle Mega, aux jeux grandeur nature, aux jeux de cartes à jouer et à collectionner, aux jeux en solitaire (avec un article sur la cryptographie).

### Les successeurs
De nombreuses revues spécialisées dans certains types de jeux apparaissent dans les années 1990 et 2000 :
- Jeux en boîte (fanzine sur les jeux de société)
- Jeux sur un plateau (jeux de société)
- Plato (jeux de société)
- Vae Victis (wargames et figurines)
- Vox Ludi (jeux de société)
- Tangente jeux (jeux mathématiques type démineur), éditions POLE, anciennement Démineurs et compagnie. Le magazine Tangente jeux, après avoir absorbé le magazine Vox ludi, a changé de nom pour devenir Tangente jeux et stratégie (TJ&S). Il a mis en avant les derniers mots de son titre pour revendiquer la filiation avec le magazine disparu. Sa publication se termina avec le numéro de juillet-août 2007, après 26 numéros, avec un hommage à la légende de Jeux & Stratégie[réf. nécessaire]

De nombreux sites web spécialisés constituent une véritable source d'information sur chaque type de jeux.

## Rédaction
- Alain Ledoux (en) : rédacteur en chef, spécialiste du jeu d'échecs
- Michel Brassine : journaliste, jeux de rôle, Jeux & Micros, articles encyclopédiques, jeux en encart : Double-jeu (19), Main basse sur la ville (39), Putsch au Panador (43), Mega, Mega II [16]
- Maryse Raffin : secrétaire de rédaction
- Valérie Asselin : assistante de rédaction
- Francis Piault : direction artistique, rédacteur en chef adjoint, Jeux & Micros
- Natacha Sarthoulet : direction artistique : maquette et typographie (J&S première formule)
- Claude Lacroix : dessins et illustrations, énigmes, bandes dessinées

### Auteurs d'articles encyclopédiques sur les jeux
- Pierre Berloquin : « ludographe », articles encyclopédiques sur les jeux, jeux et énigmes mathématiques, wargames, jeux sur ordinateur
- Thierry Depaulis : histoire des jeux
- Philippe Paclet : la page du matheux ludique
- Jean Thibaud : la page du matheux ludique
- Michel Boutin : la rithmomachie
- Jean Tricot : ordinateurs, hasard et jeux
- Jean-Pierre Defieux : wargames
- Raphaël Sorin : science-fiction et jeux
- Denis Guigo : les pentominos

### Auteurs de casse-têtes, problèmes et énigmes
- Jean-Claude Baillif : Questions de logique, paradoxes logiques, Cartomanie
- Marie Berrondo (Eurêka) : casse-têtes et Questions de logique
- Daniel Ferro
- Jean Lacroix
- Louis Thépault,
- Roger La Ferté : mots croisés
- Bernard Myers : casse-têtes
- Jean-Jacques Bloch (1980-85) : Cryptographie, Scrabble

### Spécialistes d'un type de jeu
- Nicolas Giffard : champion de France de jeu d'échecs, maître international en 1981
- Luc Guinard : champion de France de dames
- Pierre Aroutcheff : jeu de go, jeux combinatoires : renjou, dames chinoises
- Benjamin Hannuna : deux fois champion du monde de Scrabble, articles sur les jeux de lettres et le backgammon, rédacteur en chef de Jeux & Stratégie, nouvelle formule (1989-1990)
- Freddy Salama, Michel Lebel, Philippe Soulet (pl) : bridge
- François Pingaud : Othello, jeux de réflexion combinatoires, auteur du jeu en encart (1981) : Jamaïca (9)
- Marc Tastet : Othello

### Créateurs de jeux
(Par ordre d'année de première contribution avec, entre parenthèses, le numéro de la revue concernée)
- François Marcela-Froideval : scénarios, jeux en encart (1980-81) : La Guerre des Ducs (1), Heraklios (6), Annexion (11) (wargames), L'Ultime Planète (2), Le Château des Sortilèges (4, jeu de rôle), Pièges galactiques (7)
- Alain Ret (1980) : Cyclone sur les Caraïbes (3)
- Jean-Jacques Dhenin (1980) : Display (5)
- Joël Gourdon, Jean-Pierre Pécau (1981) : Tétrarchie (8, jeu d'alliance)
- François Nedelec : jeux en encart (1981-83) : El Dorado (9), Randonnée (13), La Route des Indes (15), Fric-frac (16), Aéropostale (20)
- Didier Guiserix : dessins, scénarios de JdR Mega, articles, labyrinthes, jeux en encart (1981-82) : Chimères (12), Délire à la Cantine (14), Oméga (18)
- Philippe Fassier et Jean-Do Jodin : labyrinthes et casse-têtes
- Olivier Thill (1982) : Mercenaires et Paysans (17)
- Jean-Jacques Petit : jeux en encart (1983-84, 1989) : La Campagne de Russie (21), La Guerre de Vendée (25), Aboukir (28), Les Bleus, les Blancs et les Chouans (57) (wargames)
- Jean-Charles Rodriguez : jeux en encart (1983-84) : Galápagos (22), Ball-Roll (23), Cortège officiel (24), Cosmopoly/Megalopoly (27)
- Sylvie Barc : jeux (1983-84) : Big Brother, Champagne, Châteaux et Chevaliers
- Gildas Sagot : jeux en encart (1984-86) : Mutants (26), Europaia 2012 (36), Quartiers chauds (37), Le Sceptre maudit (38)
- Marco Donadoni (1984) : La Croisière de l'Aphrodite (29)
- Antoine Joël (1984) : Le Siège d'Aliciane (30)
- Fabrice Cayla : jeux en encart (1985) : Hyper-Shopping (31), Au feu les Dinosaures (33)
- Laurent Baraou, Fabrice Sarelli (1985) : La Vallée des Brumes (32)
- Eryk Schmid (1985) : Succession (34)
- Bruno Faidutti : jeux en encart (1985-86, 1990) : Les Sales Mômes (35), Arènes (41), Alpages (nf3), Tchernobyl-sur-Loire (nf6)
- Pierre Lejoyeux (1986) : Mimicry (40)
- Jean-Michel Rubio-Nevado : jeux en encart (1986-87) : Rêve de Donjon (42), Urba : la Dernière Cité (44), La Hutte des Glaces (45)
- Dominique Tellier : jeux en encart (1987-88) : La Guerre des Magiciens (46), L'Invasion des Krolls (47), Sortez les flingues (48), Carcrash (49), Le Retour des Mutants (52), Jungle (54)
- Paul Courbis, Philippe Fassier et Jean-Marc Dessol : La Tour infernale (49), labyrinthe à énigmes
- Renlô Sublett (1988) : Les Disciples de Yok-Abutl (50), Nyog'Sothep (51), Texas (53)